# Teleki Sándor (szőlész)
Teleki Sándor, született Taussig Sándor (Pécs, 1890. december 12. – Villány, 1942. június 28.) magyar szőlész, tartalékos százados, magyar királyi kormány-főtanácsos, szőlőbirtokos, az ezüst és bronz érdemérem, a Károly csapatkereszt, a Merite Agricole tulajdonosa, Baranya vármegye törvényhatósági bizottságának a tagja, az Alsó-dunántúli Mezőgazdasági Kamara szőlészeti és borászati szakosztályának alelnöke, az Alsókarasicavölgyi Vízlecsapoló Társulat elnöke, a Magyar Szőlősgazdák Országos Egyesülete alelnöke, a Villányi Központi Takarékpénztár alelnöke.

## Családja és származása
Apja Tauszig Zsigmond (1854–1910), kiemelkedő szőlőtermesztő, borász, a magyarországi alanynemesítés, a szőlőtermesztés és a bortermelés megújítója, anyja Spitzer Matild (1861–1931).  1882. január 2-án apja a "Tauszig Zsigmond" villányi pincészetet alapította. 1897. december 15–én Tauszig Zsigmond pécsi lakos, valamint Andor, Teréz és Sándor gyermekei a belügyminisztérium jóváhagyásával Teleki-re változtatta meg a vezetéknevét. Teleki Sándor fivére Teleki Andor (1883–1953), magyar királyi kormány-főtanácsos, villányi szőlőbirtokos, tartalékos tüzérfőhadnagy; leánytestvére Teleki Teréz (1886–1918), akinek a férje Berkovits René (1882–1928), orvos, bel- és ideggyógyász, Nagyvárad városának tisztiorvosa, I. világháború alatt a nagyváradi katonai járványkórház parancsnoka volt. Teleki Sándor és fivére Andor az ágostai hitvallásra tértek át az 1930-as években; mindketten több alkalomban adományokat tettek a pécsi evangélikus egyháznak.

## Házassága és leszármazottjai
1922. áprilisában Pécsen, feleségül vette a polgári származású Lauber Erzsébet (Pécs, 1904. június 14.–Budapest, 1964. november 6.) kisasszonyt, akinek a szülei dr. Lauber Rezső (1871–1917), pécsi ügyvéd, a Pécsi Kereskedelmi és Iparbank Részvénytársaság és a Pécsi Kölcsönös Segélyző Egylet jogtanácsosa, és Müllherr Emília (1861–1931) voltak. Teleki Sándor és Lauber Erzsébet frigyéből született:
- Teleki Judit (1923. –Budapest, 2008. augusztus 14.). Férje: dr. Sváb János.[18]
- Teleki Erzsébet.

## Munkássága
Édesapja, Teleki Zsigmond (eredetileg Taussig Zsigmond) munkásságát folytatva a villányi Teleki Szőlőtelepek vezetőjeként amerikai eredetű, a filoxérának ellenálló szőlőalanyok kiválogatását és nemesítését végezte, mellyel a filoxéravészben elpusztult szőlők rekonstrukcióját jelentősen elősegítette. Ő szelektálta ki az apja által előállított Berlandieri × Riparia ‘Teleki’ alanyokból a Berlandieri × Riparia ‘Teleki 5 C’ alanyt, melynek előnyös tulajdonságai közé tartozik a nagy mésztűrőképesség, a jó gyökerezőképesség és a bőséges vesszőhozam.
Szakértőként részt vett szőlészeti és borászati közigazgatással kapcsolatos törvények és rendeletek előkészítésében.

## Társasági tagságai
- Magyar Szőlősgazdák Országos Egyesületének alelnöke
- Országos Szőlő- és Borgazdasági Tanács elnöke

## Műve
- A szőlők felújítása (Baross Endrével és Teleki Andorral, 1927)[19]